# Microlicia denudata
Microlicia denudata är en tvåhjärtbladig växtart som beskrevs av Célestin Alfred Cogniaux. Microlicia denudata ingår i släktet Microlicia och familjen Melastomataceae. Inga underarter finns listade i Catalogue of Life.